# Giovanni Venerucci
Giovanni Venerucci (Rimini, 1º novembre 1811 – Vallone di Rovito, 25 luglio 1844) è stato un patriota italiano.

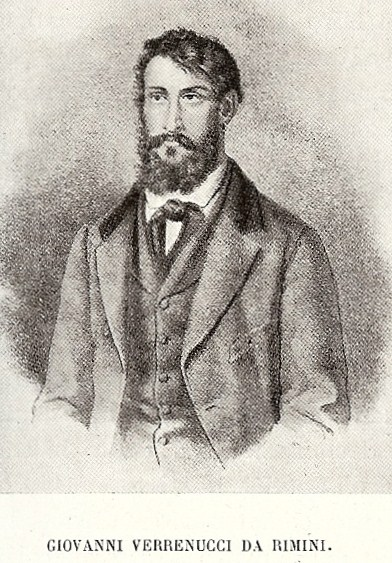
Giovanni Verrenucci

È stato uno dei nove patrioti, tra cui Attilio ed Emilio Bandiera di Venezia, Giacomo Rocca di Lugo, Anacarsi Nardi di Modena, Nicola Ricciotti Comandante di battaglione nell'Esercito Spagnolo e Cavaliere dell'Ordine di San Ferdinando, Domenico Moro, Francesco Berti e Domenico Lupatelli che furono giustiziati in Cosenza il 25 luglio 1844 dalle truppe borboniche. Ad altri tre compagni di spedizione, Giuseppe Pacchioni di Bologna, Carlo Osmani di Ancona e Giovanni Vanessi di Venezia la pena fu tramutata in ergastolo. Giuseppe Pacchioni, superstite della spedizione e bravo incisore, durante le prigioni in Cosenza ritrasse i volti di sei dei suoi compagni di cella. Il Pacchioni non terminò l'opera perché, mentre stava ritraendo il settimo volto, suonò l'ora fatale del supplizio. Il Pacchioni conservò quei disegni come reliquie e grazie ali stessi dopo cinque lustri fu realizzato in Cosenza il Monumento ai Fratelli Bandiera e compagni. Per tal motivo oggi noi tutti conosciamo i volti di quei patrioti che altrimenti sarebbero rimasti ignoti. In sua memoria è presente una lapide a Rimini in piazza Cavour. Il giorno 17 marzo 2016, nella “Giornata nazionale dell'Unità”, si è svolta a Rimini la cerimonia di scoprimento di un busto di Giovanni Venerucci, nella via a lui dedicata. "A Giovanni Venerucci – si legge nella targa che accompagna il busto del patriota riminese, realizzato dallo scultore Orazio Vitaliti e dono dell'omonima associazione culturale cittadina a lui intitolata alla città – protomartire riminese del Risorgimento italiano, nell'impavida e grande azione dei fratelli Bandiera gettò gloriosamente la vita per il bene della futura età e della divinata patria.”